# Ломкая веретеница
Ло́мкая верете́ница, или медяни́ца (лат. Anguis fragilis) — вид безногих ящериц из семейства веретеницевых.

## Описание
Длина ящерицы достигает 50 сантиметров (иногда 60), из них до 30 сантиметров длина тела. Хвост самцов длиннее, чем у самок. Тело самца коричневого, серого или бронзового цвета. Окраска самок бледнее, чем у самцов. На брюхе у самцов тёмные пятна и полосы. На брюхе у самок пятен и полос нет. У самцов на спине идёт два ряда пятен.
Название «веретеница» происходит от веретена, которое формой напоминает эту ящерицу, а «ломкая» от свойства отбрасывать хвост.
Второе её название, «медяница», было дано этой ящерице из-за бронзового или медного окраса, который нередок у представителей этого вида. Иногда по этой же причине её называют «медянкой», что приводит к путанице (см. медянка).

## Распространение
Обитает в Европе от Португалии на западе до Латвии на востоке и от Швеции и Норвегии на севере до Греции (Халкидики и Западная Фракия) на юге. Ранее к виду относили и другие популяции веретениц, в настоящее время рассматриваемых как отдельные виды.

## Образ жизни
Обычно поселяется в лесах, таёжных, лиственных и смешанных. Также можно её увидеть на опушках и в лугах. Весной активна днём, с наступлением лета переходит на ночной образ жизни. Для сна прячется в норки, кучи веток, гнилые пни, предпочитает затенённые и влажные места. Обычно не отходит далеко от укрытия. Питается по большей части беспозвоночными, но зафиксированы случаи поедания змей, ящериц и новорождённых мышей (в террариумных условиях происходит нередко). Также присущ каннибализм. Средняя продолжительность жизни составляет 9—12 лет, в неволе — 30—35 лет.

## Классификация
Ранее к виду относили всех представителей рода. Но по результатам молекулярно-генетических исследований оказалось, что род представляет собой комплекс видов, слабо отличающихся внешне. В связи с этим в настоящее время к ломкой относят лишь веретениц из Западной и Центральной Европы, а также из западных частей Восточной Европы, в то время как остальные популяции рассматриваются как самостоятельные виды: колхидская веретеница, Anguis graeca, Anguis veronensis и Anguis cephallonica.

## Галерея
- Anguis fragilis
- Самец веретеницы в брачном наряде

## Меры охраны
Занесена в Красные книги ряда субъектов Российской Федерации, где обитает другой вид, колхидская веретеница.
Вид внесён в Приложение III Бернской конвенции об охране дикой фауны и флоры и природных сред обитания.